# Never Really Over
„Never Really Over“ je píseň americké zpěvačky Katy Perry. Píseň byla zveřejněna 31. května 2019 Capitol Records.

## Vývoj
27. května Universal Music napověděl něco málo o novém projektu, když několik desítek fanoušků bylo pozváno na speciální událost „Katy Perry Fan Event“, který se konal 29. května 2019 v YouTube Space v Los Angeles. Perry oznámila vydáni písně skrze sociální sítě 28. května 2019. Přebal singlu ukazuje Katy s dlouhými blonďatými vlasy a oranžovými šaty. Po oznámení songu byl dostání k předuložení na Spotify. Good Morning America poodhalila trochu z písně a videoklipu již den před vydáním.

## Videoklip
Videoklip režírovaný Philippem Pricem byl vydaný spolu se singlem 31. května 2019. Upoutávku na videoklip Perry sdílele na svých sociálních sítích 29. května 2019 s popiskem „Let it go…“ (Nech to jít…).

## Žebříček úspěšnosti
| Země                                | Pozice (2019) |
| ----------------------------------- | ------------- |
| Austrálie (ARIA)                    | 7             |
| Belgie (Ultratip Flanders)          | 16            |
| Česko (Singles Digitál Top 100)     | 17            |
| Francie (SNEP)                      | 8             |
| Kanada (Billboard)                  | 3             |
| Mexiko (Billboard)                  | 4             |
| Německo (Official German Charts)    | 47            |
| Nový Zéland (RMNZ)                  | 14            |
| Slovensko (Singles Digitál Top 100) | 13            |
| UK (Official Charts Company)        | 12            |
| USA (Billboard)                     | 15            |